# Basilika Mariä Himmelfahrt (Secunderabad)

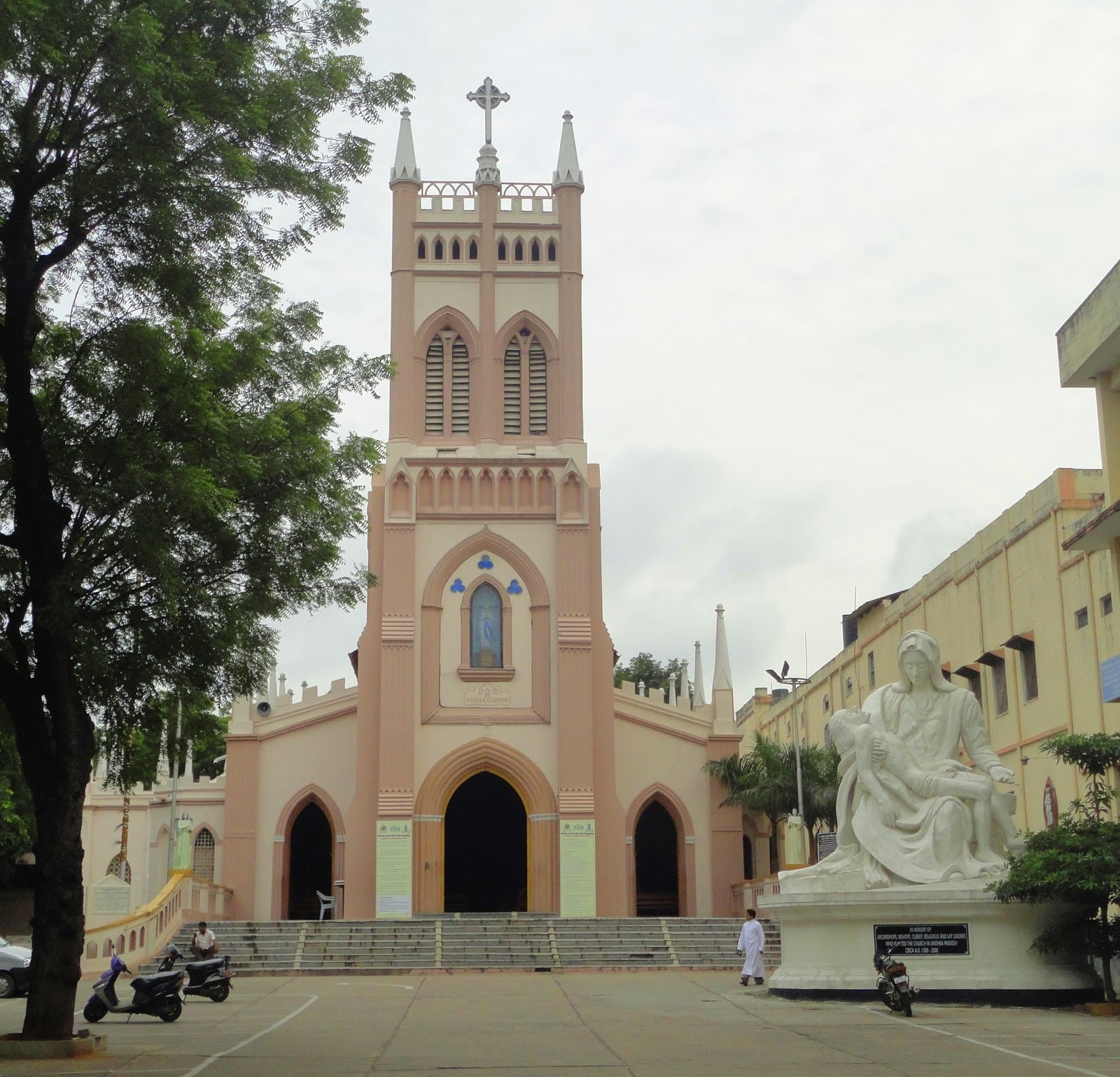
Fassade der Basilika

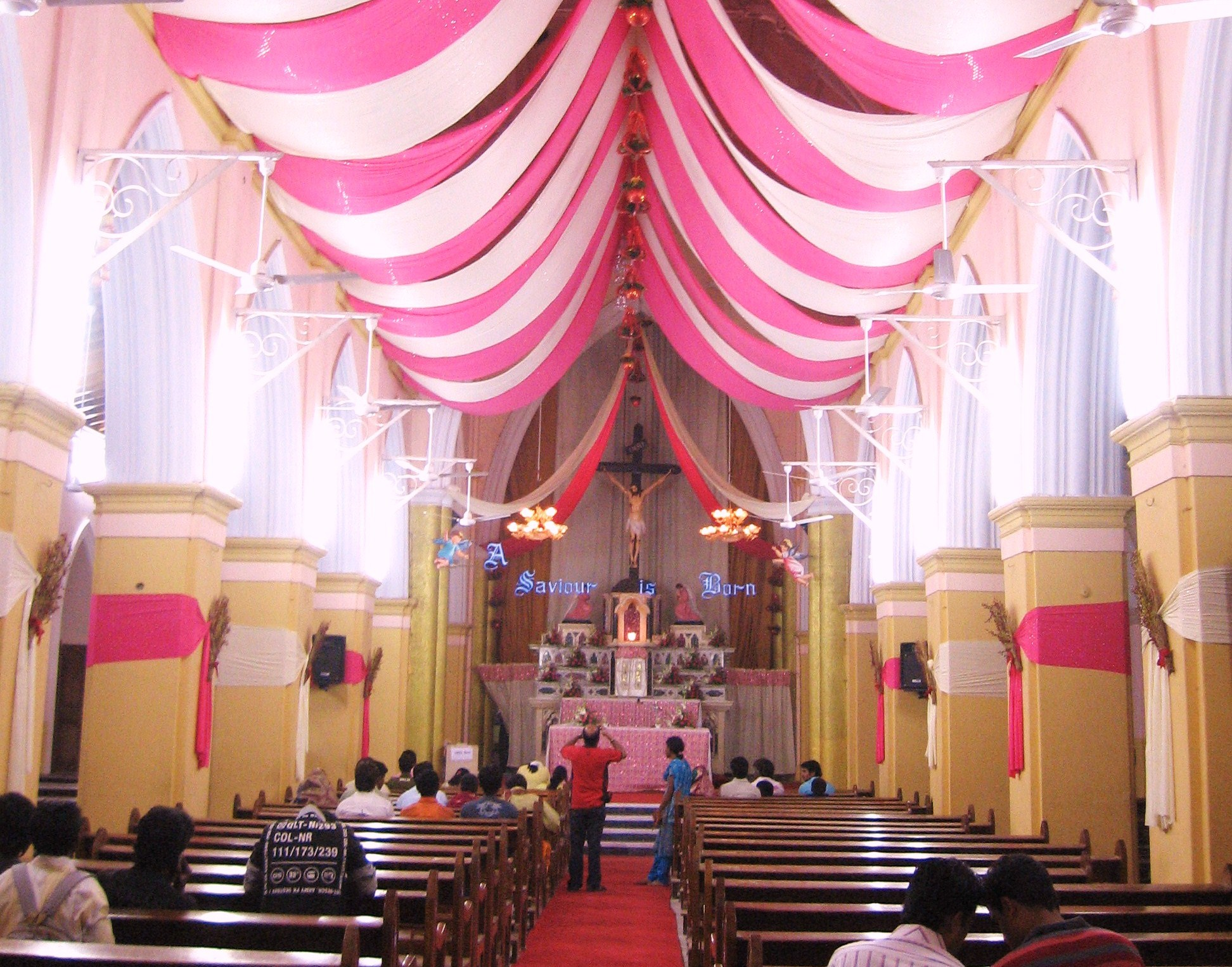
Dekorierter Innenraum der Kirche

Die Basilika Unserer Lieben Frau von Mariä Himmelfahrt (englisch Basilica of Our Lady of the Assumption oder St. Mary’s Church) ist eine römisch-katholische Kirche in Secunderabad, im indischen Bundesstaat Telangana. Die Kirche mit dem Patrozinium Mariä Himmelfahrt ist die ursprüngliche Kathedrale des Erzbistums Hyderabad und trägt den Titel einer Basilica minor.

## Geschichte
Die Marienkirche in der Sarojini Naidu Road ist die älteste römisch-katholische Kirche in der Stadt Secunderabad. Die wenigen Christen des Gebiets wurden seit dem 16. Jahrhundert nur gelegentlich von Missionaren betreut. Mit dem Wirken von Pater Daniel Murphy, dem späteren ersten Apostolischen Vikar von Hyderabad, unter den irischen Katholiken in der britischen Armee begann der Aufbau der Gemeinde. Murphy kam 1839 in Indien an und begann 1840 mit dem Bau der Marienkirche als Kathedrale des dann 1851 geschaffenen Apostolischen Vikariats Hyderabad. Sie wurde 1850 fertiggestellt und gesegnet, sie war zu dieser Zeit die größte Kirche im Fürstentum Hyderabad. 1871 kamen einige Schwestern von St. Anna in Turin hierher und eröffneten eine Schule, die als St.-Ann-School bekannt ist. Mit der Erhebung der Vikariats Hyderabad-Deccan zum Bistum 1886 wurde der Sitz nach Hyderabad verlegt und die Kirche verlor ihre Funktion als Kathedrale. In den 1960er Jahren wurde sie dem Fest Mariä Aufnahme in den Himmel gewidmet. Papst Benedikt XVI. erhob die Kirche am 7. November 2008 in den Rang einer Basilica minor.

## Architektur
Die Kirche wurde in der indischen Ausprägung der Neugotik mit ihren Bögen und schmalen Strebepfeilern errichtet. Die dreischiffige Basilika ist mit einigen Seitenaltären ausgestattet, die verschiedenen Heiligen gewidmet sind. Der Kirchturm erhebt sich über dem Eingang. Sie zeigt oberhalb des Eingangsbogens eine Marienstatue und besitzt vier Glocken, die 1901 aus Italien importiert wurden.
Neben der Kirche befindet sich das Kloster St. Ann’s, das die St. Ann’s High School betreibt.